# Aline und die Erfindung der Liebe
Aline und die Erfindung der Liebe ist ein Schweizer Roman von Eveline Hasler aus dem Jahr 2000. Er beschreibt das Leben der Aline Valangin (1889–1986), die in der Zeit des italienischen Faschismus und des deutschen Nationalsozialismus Emigranten und Flüchtlingen in Zürich und später in ihrem Sommerhaus La Barca im Kanton Tessin zeitweise Unterschlupf gewährte.

## Inhalt
Der Roman hat je nach Ausgabe gut 230 Seiten und ist in 25 Kapitel aufgeteilt. Am Ende des Buches fügt Eveline Hasler einen Abschnitt Bibliographischer Hinweis hinzu, in dem sie die von ihr verwendete Literatur aufzählt.
Eveline Hasler verwendet in ihrem Roman die Tagebuchaufzeichnungen der Aline Valangin und arbeitet mit Rahmenhandlung und Rückblenden. Im ersten Kapitel beschreibt sie, wie der 13-jährige Gymnasiast Luca zum ersten Mal über die Mauer des Anwesens La Barca im Dorf Comologno schauen kann und erfährt, welchen Besuch Aline, die Ehefrau von Wladimir Rosenbaum empfängt. Es sind vorwiegend Emigranten aus Deutschland und Italien, Literaten und Künstler, die von den Regimes verfolgt werden und im Sommer für ein paar Tage Unterschlupf in der Villa bekommen. In Rückblenden berichtet die Autorin über Alines Jugend und ihren Begegnungen mit Sophie Taeuber und Hans Arp, den Zürcher Dadaisten und den Psychoanalytikern der damaligen Schweizer Szene wie C. G. Jung gegen Ende des Ersten Weltkriegs.
Zu ihren Gästen, mit denen die sexuell völlig ungebundene Aline auch erotische Beziehungen pflegte, gehörte unter anderen James Joyce, nicht aber Kurt Tucholsky. Einige Kapitel handeln von Tucholsky, der ebenfalls nach 1932 von ihr empfangen wird, und mit dem sie auf einer längeren Autofahrt ein eingehendes Gespräch über ihre kurzen Liebschaften mit anderen Gästen, wie Ernst Toller, Walter Helbig und den politisch aktiven Schriftsteller Ignazio Silone führt. Aline beschreibt später in ihrem Tagebuch jedes ihr auffallende Charakteristikum ihrer Gäste. Tucholsky beispielsweise wird von ihr als tief verzweifelter Mensch und lustloser Vielesser beschrieben, der sich nicht an eine verordnete Diät halten kann und keine Perspektive mehr für sich sieht.
In weiteren Kapiteln des Buches werden in der Art von Momentaufnahmen damals im Haus verkehrende prominente Künstler wie Max Bill, die Tänzerin und Choreografin Marietta von Meyenburg und der Bildhauer Hermann Haller beschrieben. Parallel dazu erzählt Eveline Hasler auch immer wieder Anekdoten aus dem dörflichen Leben und die Familie des jungen Luca, der nun langsam reif werdend, ebenfalls zeitweise zu ihren Gästen gehört und viel von dem freien ungebundenen Leben der Künstler mitbekommt.
Doch nicht nur Tucholsky, sondern bereits ein paar Jahre vorher Karl Helbig und der italienische Schriftsteller und zweifelnde Kommunist Ignazio Silone nehmen in Haslers fiktionaler Gestaltung der Biografie Alines grösseren Raum ein, denn Aline verliebt sich im Winter 1930/1931 heftig in Silone, weil sie eine geistige Verwandtschaft spürt. Er erwidert die Gefühle der bürgerlichen reichen Frau, und das verändert ihr bis jetzt völlig freies Leben, da Silone ihr über die Verhältnisse in Europa aus seiner Sicht berichtet. Aber auch sein Leben verändert sich während des Umgangs mit Aline; er verlässt die Kommunistische Partei Italiens. Ihre Ehe mit Rosenbaum läuft nur nebenher, da ihr Mann immer weniger Zeit mit ihr verbringt, als Strafverteidiger hart arbeiten muss, Ruhm will, und wie sie Seitensprüngen nicht abgeneigt ist. Bei einem Treffen zwischen Silone und seinem Vorgänger bei Aline, Paolo Rossi, tauschen sich beide über ihre erotischen Erfahrungen mit ihr aus und kommen zu dem Schluss, dass Aline genauso das Recht habe, mit der Wahl ihrer Partner frei zu sein, wie die Männer. Viele Männer begehren Aline, besuchen sie, doch nach der Affäre mit Silone hält sie erst einmal Distanz.
Nach dem 30. Januar 1933 geht das unbeschwerte Leben von Aline und Wladimir Rosenbaum zunächst zu Ende, auch in der Schweiz gibt es Antisemitismus. Sogenannte Frontisten beschimpfen und greifen die beiden auf der Strasse an. Dadurch nähern sie sich wieder einander an. Nach der Machtergreifung der Nationalsozialisten müssen viele Kulturschaffende Deutschland verlassen; einige landen wiederum in La Barca als Gäste der Rosenbaums. Eveline Hasler beschreibt auch die komischen Seiten der Exilanten, ihre Marotten und Spleens. In den 1930er Jahren findet Aline zur Schriftstellerei und kann ihr Buch Geschichten aus dem Tal 1937 veröffentlichen. Eine ihrer letzten in Haslers Roman Buch beschriebenen Liebschaften hatte sie mit Rudolf Jakob Humm.
Der aus der einleitenden Rahmenhandlung bereits bekannte Voyeur Luca, mittlerweile fast erwachsen geworden, beobachtet voller Sehnsucht das Leben in der Barca. Er wird von Aline zu einem Kostümfest eingeladen und darf mit ihr den Kehraus tanzen. Doch bei diesem Fest, in einer ausschweifenden und erotisch aufgeladenen Atmosphäre, stirbt der Wiener Rechtsanwalt und Schriftsteller Walther Rode. Aline ist tief erschüttert und bekommt Halluzinationen. Nach dem Tod von Rode wird sie von den Bewohnern des Dorfes Comologno misstrauisch betrachtet. Nach Beginn des Spanischen Bürgerkriegs sitzt Alines Ehemann Wladimir Rosenbaum in Haft. Man wirft ihm illegalen Handel mit zwei gebrauchten Flugzeugen der Swissair, die als Kriegswaffen benutzt werden könnten, für das republikanische Spanien vor. Er verliert seine Zulassung als Anwalt und so sind Aline und Wladimir, deren Ehe schon lange keine mehr war, finanziell ruiniert. Aber beide fangen ein neues Leben an. Aline lebt nun mit dem Komponisten Wladimir Rudolfowitsch Vogel eine Zeit lang zusammen, Rosenbaum lässt sich von Aline scheiden und heiratet später noch zwei Mal. Der Beginn des Zweiten Weltkriegs überrascht Aline und ihren Freund Vogel. Sie hatten vor lauter sorglosem Liebesglück nicht vorgesorgt, dass Geld und Nahrung knapp werden. Vogel hatte in der Zeit einen deutschen Pass, daher drohte ihm die Abschiebung, er musste versteckt werden. Aline schreibt Zeitungsartikel und ein Buch: Dorf an der Grenze, dass aber erst 1992 vom Limmat Verlag herausgegeben wurde.
Luca geht 1939 einundzwanzigjährig aus Comologno weg und studiert in Genf. 1986 erfährt er als Zeitungsredakteur vom Tod der 97 Jahre alt gewordenen Aline. Bei den Recherchen für einen Nachruf interviewt er verschiedene Menschen aus dem Umfeld der Rosenbaums. Die alte Köchin Maria aus der Barca berichtet ihm, dass drei Personen im Grab der Rosenbaums liegen: Aline, Wladimir und Wladimirs dritte Ehefrau Sibylle Kroeber (Anmerkung: Sibylle Kroeber starb erst 1997.)

## Rezeption und Rezension
Im Jahr 2000 nahm der SWR 2 das knapp 40-minütige Hörspiel Die Signora, ihr Palazzo und die Musik nach der Romanvorlage auf. Dieses Hörspiel kam anschliessend auch als CD-Version heraus.
Einen Verriss des Romans lieferte Sybille Birrer in der Neuen Zürcher Zeitung vom 9. Januar 2001. Sie hält den Roman für misslungen, denn „die emotionalen Höhepunkte im Leben Valangins gerieten Hasler zu literarischen Plattitüden“, und „die erschöpfende Darstellung des gesellschaftlichen Umfelds führe zum reinsten Namedropping“. Ausserdem habe sie die 1990 von Peter Kamber herausgebrachte Biografie (Geschichte zweier Leben. Wladimir Rosenbaum und Aline Valangin) „nur noch einmal wiederholt oder paraphrasiert.“

## Ausgaben
- Eveline Hasler: Aline und die Erfindung der Liebe. Nagel & Kimche, Zürich 2000, ISBN 3-312-00269-9.
- Die Signora, ihr Palazzo und die Musik Hörstück nach dem Roman „Aline und die Erfindung der Liebe“ von Eveline Hasler. Ed. Isele, Eggingen 2000, ISBN 3-86142-204-2 (Hörbuch – Regie: Günter Maurer Erzähler: Bodo Primus, Andreas Szerda, Doris Wolters und andere).
- Eveline Hasler: Aline und die Erfindung der Liebe. Deutscher Taschenbuch Verlag, München 2007 (2. Auflage 2010), ISBN 978-3-423-20955-7.